# Gerdiorum inflexum
Gerdiorum inflexum
Genre
Espèce
Gerdiorum inflexum, unique représentant du genre Gerdiorum, est une espèce fossile d'araignées aranéomorphes de la famille des Hersiliidae.

## Distribution
Cette espèce a été découverte dans de l'ambre de la mer Baltique. Elle date du Paléogène.

## Publication originale
- (en) Jörg Wunderlich, On selected higher and lower taxa of fossil and extant spiders of the superfamily Oecobioidea, with a provisional Cladogram (Araneae: Hersiliidae and Oecobiidae)., vol. 3, coll. « Beiträge zur Araneologie », 2004, 809–848 p..